# Macroestado y microestado

Diagrama que muestra los posibles microestados y macroestados de lanzar dos monedas.

En física estadística, un microestado es la especificación detallada de una configuración microscópica de un sistema termodinámico. En otros términos, un microestado es un punto del espacio fásico de dicho sistema.
Por el contrario, un macroestado se refiere a una caracterización del sistema termodinámico mediante los valores de un número finito n de variables de estado, de las cuales al menos una de ellas es una magnitud extensiva. El macroestado obedece por tanto a una descripción macroscópica. Un macroestado viene dado por una distribución de probabilidad sobre un conjunto dado de microestados; en función del conjunto de microestados considerado, la distribución toma una forma u otra. Un sistema en equilibrio permanece en un macroestado (macroestado de equilibrio) mientras visita los diferentes microestados accesibles a lo largo de sus fluctuaciones.

## Ejemplos

### N espines ½
Se considera un sistema compuesto de {\displaystyle N} espines, donde cada espín puede tomar el estado {\displaystyle |\uparrow \rangle } o el estado {\displaystyle |\downarrow \rangle }.
- Un microestado del sistema consiste en la especificación del estado de cada uno de los espines en un instante determinado: {\displaystyle (|\uparrow \rangle ,|\downarrow \rangle ,|\downarrow \rangle ,|\uparrow \rangle ,|\downarrow \rangle ,|\uparrow \rangle ,...)}
- El macroestado se puede definir mediante los valores del número de espines, la energía interna, y el campo magnético: {\displaystyle N,U,{\vec {B}}}.

### Gas ideal
El gas ideal es un gas hipotético formado por N partículas puntuales, sin atracción ni repulsión entre ellas y cuyos choques son perfectamente elásticos (conservación de momento y energía cinética).
- Un microestado consiste en la especificación de la posición {\displaystyle {\vec {r}}_{i}} y el momento {\displaystyle {\vec {p}}_{i}} de cada una de las N partículas en un instante dado: {\displaystyle {\vec {r}}_{1},{\vec {r}}_{2},...,{\vec {r}}_{N},{\vec {p}}_{1},{\vec {p}}_{2},...,{\vec {p}}_{N}}.
- El macroestado se puede definir, por ejemplo, mediante los valores de 3 de las 4 variables de la ecuación de estado: presión, volumen, temperatura y el número de partículas N.